# 이동파

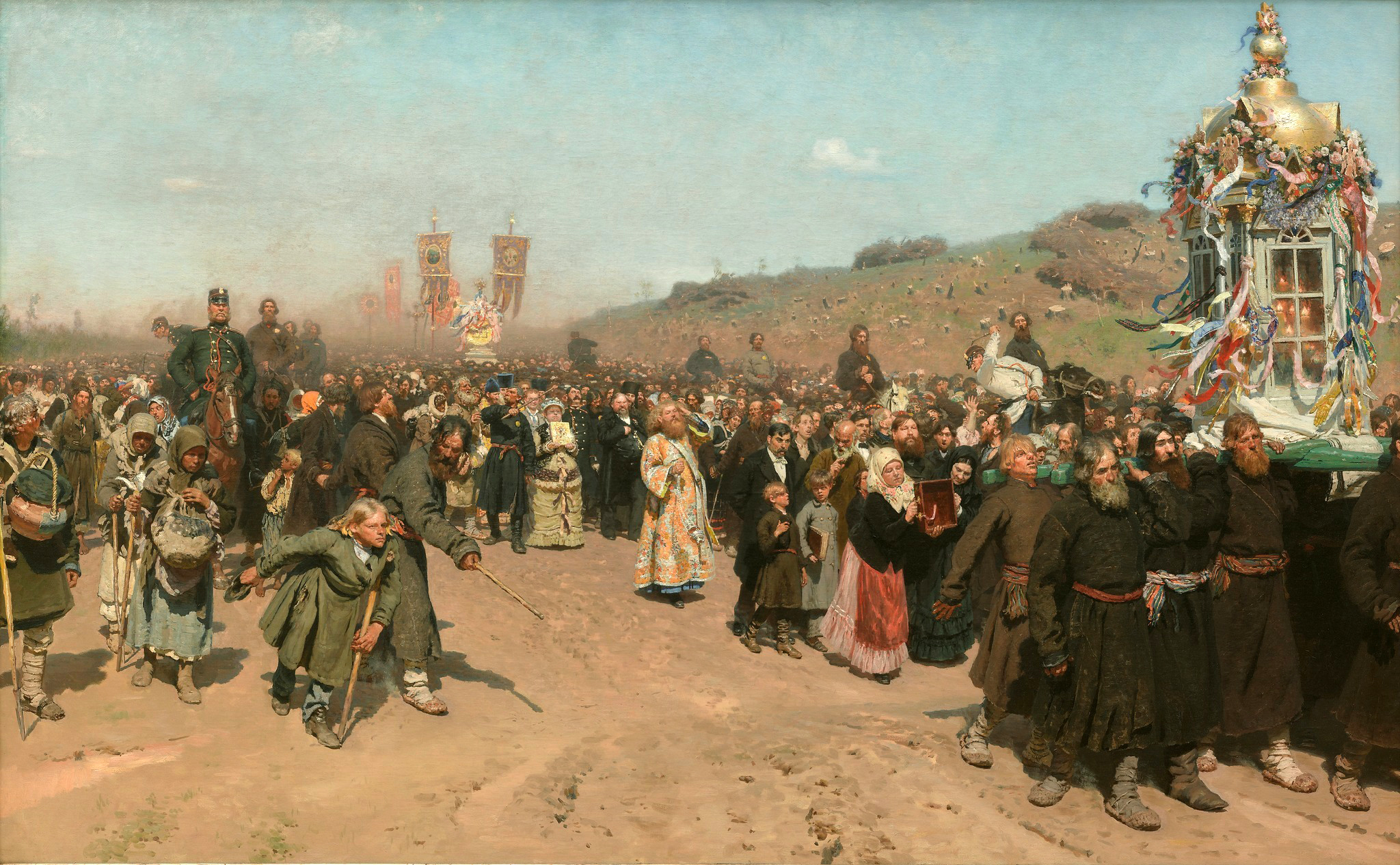
일리야 레핀, 《쿠르스크 주의 종교 행렬》, 1880년~1883년, 트레티야코프 미술관 소장

이동파(移動派, 러시아어: передвижники, Peredvizhniki, 혹은 이동전람파)는 19세기 말 러시아 제국에서 탄생한 유파로, 러시아의 모든 민중들에게 예술작품을 감상할 기회를 주기 위해 여러 도시로 옮겨 다니며 전시회를 연다는 취지에서 지어진 이름이다. 미술계의 브나로드(민중 속으로) 운동을 펼친 유파라고 평가된다. 그 취지와 상통하여, 반체제적 성격을 띠고 미술계의 민주화를 이끌었으며, 아카데미즘의 권위주의에 대항하였다. 대표적인 화가로는 이반 크람스코이, 일리야 레핀, 바실리 수리코프 등이 있다.